# Горькова, Ирина Петровна
Ирина Петровна Горькова (род. 18 сентября 1959) — депутат Государственной Думы Федерального Собрания Российской Федерации 5-го созыва (2007—2011). Избрана в составе федерального списка кандидатов, выдвинутого Либерально-демократической партией России (ЛДПР).

## Биография
Родилась 18 сентября 1959 года в селе Борисово Можайского района Московской области.
Возглавляла администрации сельского округа, затем — сельского поселения в Солнечногорском районе Московской области.
С декабря 2008 года курирует Ярославское региональное отделение ЛДПР. Провела ряд заседаний корсовета ЯРО ЛДПР, способствовала активизации работы партии, и её местного координатора Виктора Кашапова. Особенно проявляли активность Заволжское и Рыбинское местное отделение. Руководителем первого является экс-директор Клуба юных моряков им. Ф. Ф. Ушакова, председатель Ярославского морского собрания, помощник депутата Ярославской областной думы Михаил Шувалов.
В октябре 2010 года Ирина Петровна Горькова баллотировалась в главы Ленинского района Московской области и заняла второе место, проиграв Сергею Кошману. В предвыборной кампании Горьковой принимали участие активисты Липецкого и Ярославского региональных отделений ЛДПР, студенты-политологи из Ярославля.
В ноябре 2010 года Ирина Петровна была назначена исполняющим обязанности координатора (руководителя) Липецкого регионального отделения ЛДПР во второй раз (первый раз она занимала эту должность весной 2009 года), однако уже в начале декабря Горькова была отстранена руководством ЛДПР от занимаемой должности и перестала курировать Липецкий регион. Новым куратором липецкого регионального отделения ЛДПР был назначен Юрий Коган, ранее курировавший Ульяновскую область.
До июня 2011 года курировала Ярославское отделение ЛДПР. Уполномоченный Высшего Совета ЛДПР в Белгородской области. В 2012 году выдвинулась в кандидаты на должность губернатора Белгородской области.

## Награды
- Благодарность Президента Российской Федерации (21 октября 2009 года) — за плодотворную законотворческую и общественную деятельность[1].